# 永田氏 (水戸藩)
永田氏（ながたし）は水戸藩にて水利土木事業を行った家系である。武田氏に仕えた金山衆を祖とし、金山採掘で培った土木技術を駆使して水戸藩領内に多くの江堰・溜池を建築した。水戸藩三大江堰といわれる辰ノ口江堰・岩崎江堰・小場江堰や笠原水道が代表作である。水戸藩にて水利土木事業を始めた永田茂衛門・勘衛門の功績により永田氏は永代辰ノ口水積役に任命され、勘衛門は水戸藩二代目藩主徳川光圀より「円水」の号を賜った。勘衛門の死去の際に光圀から「徳翁円水居士」の法名を贈られ、大正天皇即位の礼の際には勘衛門に従五位の位階が贈られた。

## 水利事業前史
永田氏の祖は武田氏に仕えた金山衆であり、甲州（山梨県）の黒川金山の経営に関与していた。合戦の際には城攻めも担当していたが、武田氏滅亡後は徳川家康に仕え、黒川金山を始めとする徳川領内の金山採掘を行っていた。
後に水戸藩で水利事業に携わる永田茂衛門も家業を継いだが、黒川金山をはじめとする周囲の鉱山は既に衰え、城攻めを必要とする合戦もなくなっていた。また、江戸幕府は諸国において金銀を採掘することを禁止したため、茂衛門は零落して浮浪人同然となった。そのため、茂衛門と息子の勘衛門は常陸にて金銀採掘を行うべく1640年（寛永17年）に江戸から現在の城里町域にある錫高野へ移住した。そこで錫の採鉱に当っていたが価格が下落したため中止した。後に現在の常陸太田市域にある町屋に移住して、久慈郡・多賀郡内で鉱山を見つけ出し、水戸藩の許可を得て鉱山経営を行った。この頃に茂衛門が関わった鉱山として、日立鉱山・町屋金山が挙げられる。町屋に移住した当時、永田茂衛門は50歳前後であり、息子の勘衛門は24、5歳であった。
水戸藩領内では、1641年（寛永18年）と1642年（寛永19年）に旱魃による凶作が続いた。後者の旱魃は特にひどく、6,940人が飢え、4,084匹の馬、85匹の牛が被害にあった。当時は雨水のみを利用する水田が多く、農民は種籾を食いつぶし身売りや逃亡まで起きる有様だった。このため水戸藩では旱魃の対策として、領内に江堰・溜池を築き、水利土木事業を振興することとした。水戸藩初代藩主の徳川頼房は、奉行の望月五郎左衛門に灌漑用水対策の任を命じた。望月は町屋にいた茂衛門・勘衛門を水戸藩に推薦し、2人がこの事業を担当することとなった。この推薦は、望月が茂衛門と同じく武田氏の旧臣であり、金山衆が優れた土木技術を有していることを知っていたためと考えられている。

## 江堰・水道・溜池
水戸藩に水利土木事業を命じられた茂衛門・勘衛門は、常陸に普及していた伊奈流の土木技術と鉱山技術を組み合わせて多くの水利施設を建築した。代表的なものは辰ノ口江堰・岩崎江堰・小場江堰の三大江堰と笠原水道である。

### 辰ノ口江堰
1645年（正保2年）には久慈川流域の開発が計画され、茂衛門・勘衛門が設計・施工を担当することになった。茂衛門は現地を調査し、久慈川中流の辰ノ口（常陸大宮市）に堰と取水口を設けることとした。1645年（正保2年）に水戸藩に計画書が提出され、同年に測量調査が始められた。工事は1647年（正保4年）の暮れに始まった。
1648年（慶安元年）の春には取水口の水門が完成し、暮れには閘門が開かれて用水路に水が流れた。しかし、水路の途中で漏れが生じたため水は下流まで届かなかった。この頃、勘衛門が金山盗掘の嫌疑で入牢するという事件があったが、勘衛門は牢中から水漏れを防ぐ方法を提案し、水漏れは無事解消し工事が進んでいった。勘衛門は後に無罪となり、再び父子で工事に着手した。1649年（慶安2年）春には細部の工事も終了して灌漑が始まった。
完成した辰ノ口江堰は、久慈川の水を東岸の辰ノ口付近の湾曲部にて堰堤を設けて取水し、辰ノ口・塩原・小倉・富岡を通り久慈南部の水田を灌漑した。水路長は15キロメートル（後に22キロメートル）、灌漑面積は19村（後に21村）で1,200ヘクタールにも及んだ。辰ノ口江堰の完成により周辺地の収穫量は増加し、年貢米も18,000俵から23,500俵へと増加した。農民は旱魃の困窮から解放されることとなった。

### 岩崎江堰
茂衛門・勘衛門は久慈川の西岸にも江堰を設ける計画を立て、1645年（正保2年）から調査を始めた。慶安元年には辰ノ口江堰の上流に岩崎江堰（常陸大宮市）を作る工事に着手し、土地の高低の測定、流水の落差の決定、堤塘の築造、水路開削等を行った。3年後の1652年（承応元年）に岩崎江堰は完成し、流水が用水路を南下した。しかし、堀の底から水が漏れ、水は水路の末端まで達しなかった。そこで、辰ノ口江堰での経験を活かして漏れが生じている箇所の修復を行った。岩崎江堰は西岸沿い14村で655ヘクタールの水田を灌漑した。

### 小場江堰
1656年（明歴2年）には那珂川下流部下江戸地点（那珂市）に小場江堰を設け、左岸の国井から那珂湊方面（ひたちなか市）一帯の水田に注ぐ江堰を完成させた。完成した小場江堰は堰の長さ約180メートル、高さ約9メートルであった。しかし、完成翌年の大洪水により取水口が壊されたため取水量に不足が生じ、1658年（万治元年）に約2キロメートル上流の小場村（常陸大宮市）に取水口を付け替えた。小場江堰の灌漑地域は20村に及び、石高は7,700石余となった。

### 笠原水道

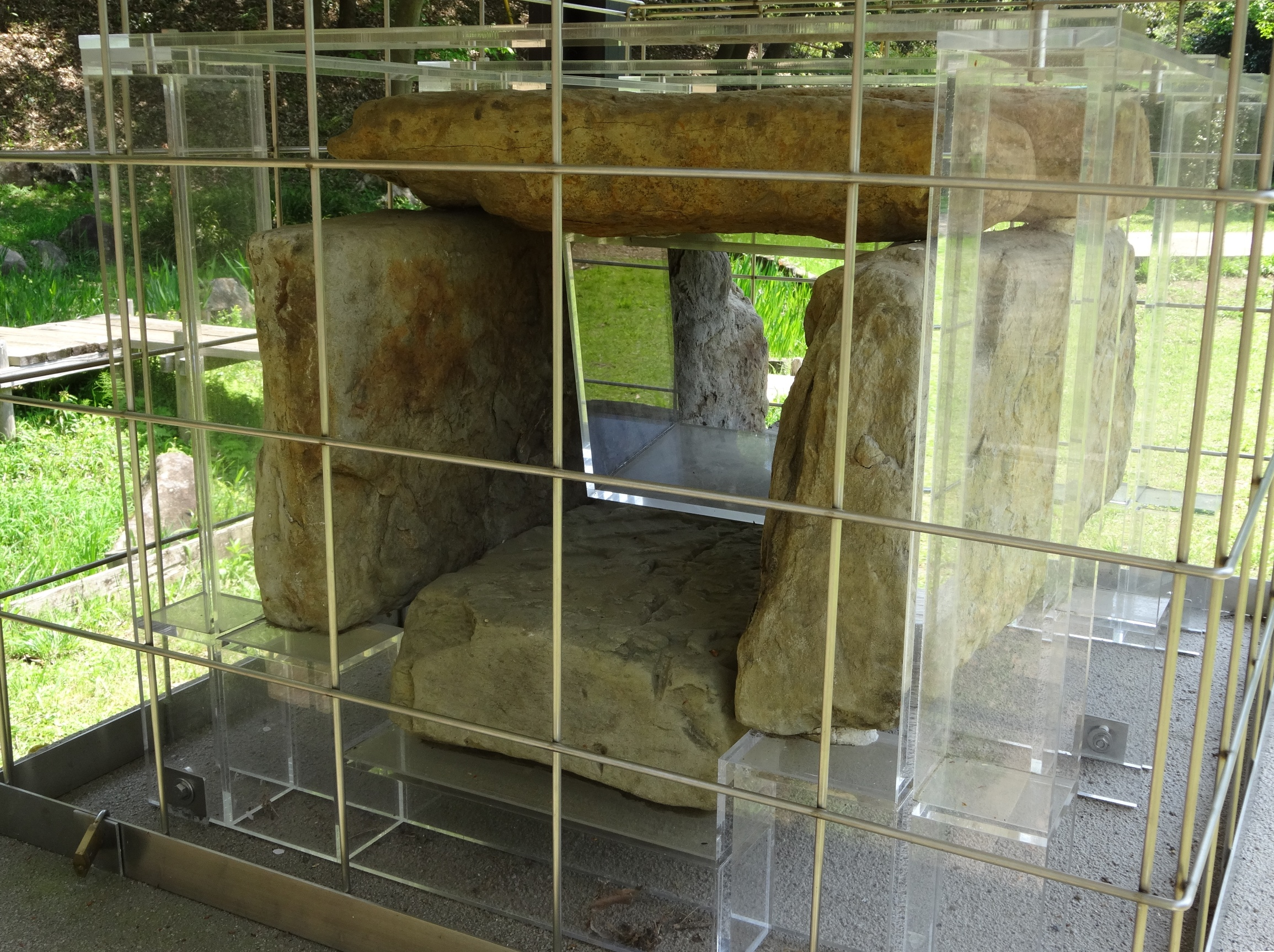
発掘された岩樋（笠原水道）

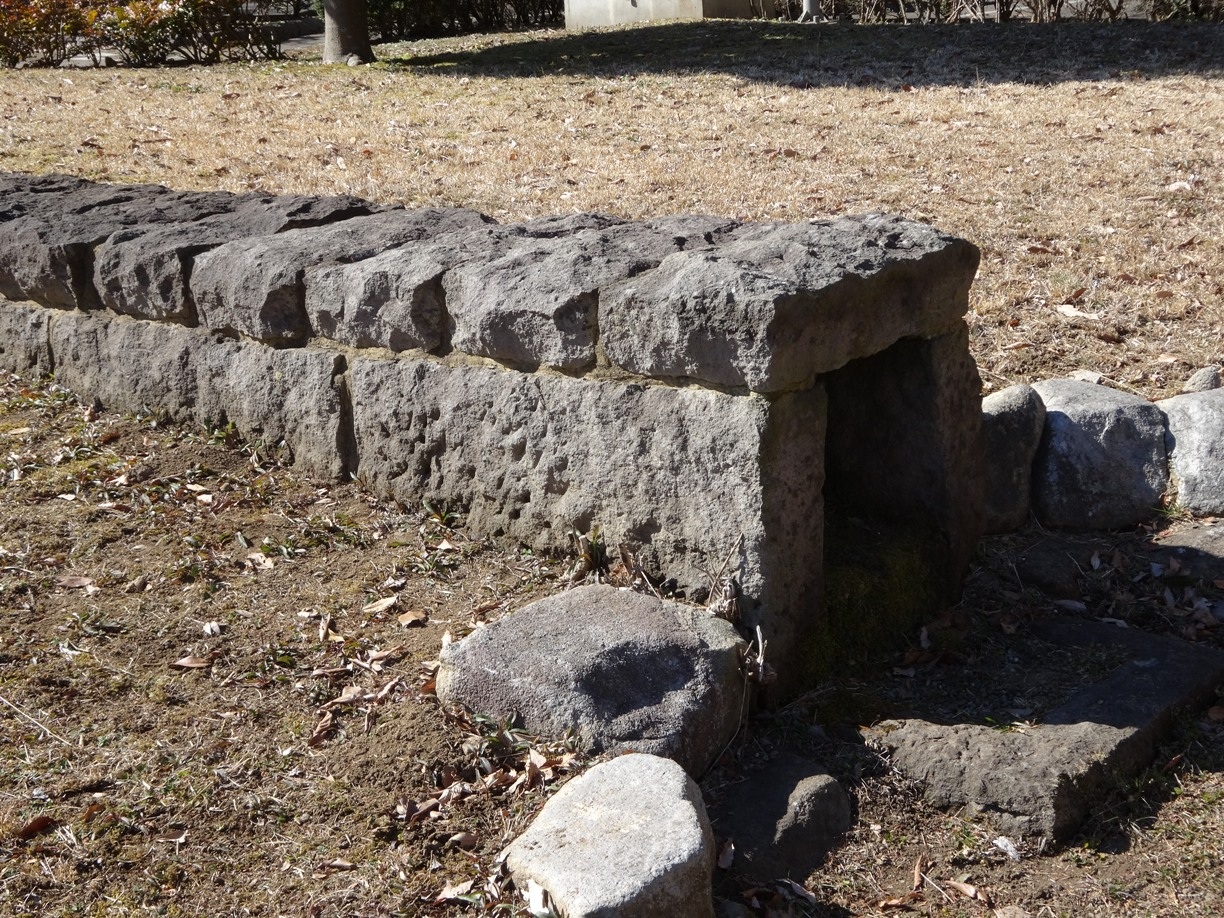
復元した岩樋（笠原水道）

水戸の城下町では、上市・下市のどちらも飲料水が不足していた。1662年（寛文2年）、水戸藩二代目藩主徳川光圀は、低湿地のため飲料水に欠く下市住民のため、奉行の望月五郎左衛門に水道事業の立案を命じた。命令を受けた望月は数理・地理に秀でた平賀保秀に設計させ、勘衛門とその子供達が実際の敷設を担当し、述べ25,000人の労力と約550両の資金をつぎ込んで1663年（寛文3年）7月に笠原水道を完成させた。日本国で第18番目となる水道であった。笠原水道は笠原不動谷を水源とし、約10キロメートル導水して下市に給水した。他藩の水道は明渠であったが、笠原水道では暗渠を採用した点に特色がある。

### その他の水利施設
茂衛門・勘衛門は上記施設の他にも江堰・溜池を多く築いた。堰としては、那珂川に赤沢堰、久慈川には舟生堰・小貫堰、久慈川水系里川には田渡堰・茅根堰・里野宮堰等を築いた。こうして久慈川・那珂川沿いには辰ノ口江堰・岩崎江堰・小場江堰を含む多くの江堰が築かれたが、こうした江堰の恩恵を受けたのは河川沿いの限られた村だけだった。那珂地方では用水は溜池に頼らざるを得なく、溜池の存在意義は重要なものであった。茂衛門・勘衛門は那珂地方では洞前池・沢ノ上上池・沢ノ上下池などを建築し、その他地域にも花房溜池を始めとして各地に溜池を築いた。水戸藩領内の水路・溜池は永田氏によって造られたものが多く、『新編常陸国誌』では茂衛門・勘衛門の父子が44堰・88溜池を創設したと述べられている。別の説では、溜池だけでも三百数十箇所と建築したといわれる。茂衛門・勘衛門のこうした業績により、水戸藩では穀倉地帯が広がるようになった。

## 永田氏の隆盛
水戸藩は茂衛門・勘衛門の功績を称え、1658年（承応2年）8月に永田氏を永代辰ノ口水積役に任命し、茂衛門に金20両と籾15俵を下賜した。1659年（万治2年）に茂衛門は没し、息子の勘衛門が茂衛門の名を襲名した。勘衛門は水戸藩二代目藩主徳川光圀より「円水」の号を賜り、麻裃の着用を許された。
1678年（延宝6年）、勘衛門は二代目勘衛門を襲名した長男と共に薬谷村に分家し、樫村（富岡）の方は次男である八郎兵衛に家を継がせた。八郎兵衛は辰ノ口堰守として江堰を管理した。富岡の永田家はその後、代々八郎兵衛を襲名し、薬谷の永田家と共に辰ノ口江下の水積役を二等分して管理を行った。1843年（天保14年）の給分を見るとどちらの家も53俵2斗8升7合ときちんと二等分されている。
勘衛門は分家した後、二代目勘衛門に水積役を任せ、自身は治水事業に携わりつつ金山採掘にも取り組んだ。この頃、勘衛門は木葉下金山（あぼっけきんざん）などを経営していた。水戸藩領内の金山をくまなく調べた勘衛門は情報をまとめ、1692年（元禄5年）5月に藩庁へ『御領内御金山一巻』を提出した。富岡の永田家には『御領内御金山一巻』の写本が現代にも残されているという。
1692年（元禄6年）5月、勘衛門は75歳で没した。光圀は「徳翁円水居士」の法名を贈り、光圀の生母を祀った久昌寺宮ヶ作（常陸太田市稲木町）の墓地の一角に墳域を与えた。時代は下り1915年（大正4年）11月10日、大正天皇即位の礼の際に勘衛門には従五位の位階が贈られた。
こうした永田氏の功績は後年に加藤寛斎によりまとめられた。水戸藩の下級役人であった加藤は、1821年（文政4年）に辰ノ口堰元役人として赴任した。1847年（弘化4年）までの26年間にわたって堰元役人を務め、辰ノ口堰の維持管理を行った。堰元役人として赴任した後、加藤は『辰之口御用留』を随筆形式で書き上げた。『辰之口御用留』には茂衛門・勘衛門父子の功績と堰の変遷が記述され、水戸の彰考館と永田氏の両方で保管された。ただし、『辰之口御用留』は後年に辰ノ口村庄屋によって抜粋した写本しか現存していない。